# 음악과 음악사이
《음악과 음악사이》는 KBS 대구 2라디오에서 2011년 11월 7일부터 2023년 3월 5일까지 12년간 방송했던 라디오 음악 프로그램이었다.

## 프로그램 소개
최신 음악, 성인 가요, 추억의 노래로 오전 시간을 힐링으로 드립니다.

## 방송 시간
| 방송 채널        | 방송 기간                         | 방송 시간                  | 방송 분량 |
| ---------------- | --------------------------------- | -------------------------- | --------- |
| KBS 대구 2라디오 | 2011년 11월 7일 ~ 2016년 4월 24일 | 매일 오전 11:05 ~ 낮 12:00 | 55분      |
| KBS 대구 2라디오 | 2016년 4월 25일 ~ 2023년 3월 5일  | 매일 오전 11:00 ~ 낮 12:00 | 1시간     |

## DJ
- 1대 : 박은정 아나운서[1]
- 2대 : 손지민 아나운서
- 3대 : 김종현 前 아나운서[2]
- 4대 : 양문석 前 아나운서[3]
- 5대 : 진유현 아나운서[4]
- 6대 : 이윤정 前 아나운서[5]
- 7대 : 황진 아나운서
- 8대 : 홍주연 前 아나운서[6]
- 9대 : 허유원 前 아나운서[7]